# Erklärungsirrtum
Der Erklärungsirrtum bezeichnet im deutschen Zivilrecht das unbewusste Auseinanderfallen von objektiv Erklärtem und subjektiv Gewolltem bei einer Willenserklärung, dadurch dass der Erklärende eine Erklärung dieses Inhalts überhaupt nicht abgeben wollte (§ 119 Abs. 1 Alt. 2 BGB). 

## Voraussetzungen
Die herrschende Meinung in der Rechtswissenschaft legt den Schwerpunkt im Gesetzestext auf „eine Erklärung dieses Inhalts (...) nicht wollte“ und nimmt einen Erklärungsirrtum dann an, wenn der Erklärende eine Willenserklärung abgeben wollte, aber bei der Abgabe ein anderes Erklärungszeichen setzt, als er beabsichtigt hatte. Die klassischen Fälle sind diejenigen des Versprechens, Verschreibens, Vertippens und Vergreifens. 
Eine  Mindermeinung legt hingegen den Schwerpunkt auf „eine Erklärung (...) überhaupt nicht abgeben wollte“ und nimmt einen Erklärungsirrtum auch dann an, wenn dem Erklärenden im Zeitpunkt der objektiven Erklärung das Erklärungsbewusstsein fehlte oder die Willenserklärung abhandengekommen ist.

## Rechtsfolge
Der Erklärungsirrtum berechtigt zur Anfechtung, wodurch das angefochtene Rechtsgeschäft gemäß § 142 BGB von Anfang an nichtig wird (Ausnahme: Einige Dauerschuldverhältnisse wie Arbeits- oder Gesellschaftsverträge werden erst mit dem Zeitpunkt der Anfechtung nichtig). Der Erklärende hat ein Anfechtungsrecht, da die abgegebene Erklärung gegenüber dem Erklärungsempfänger  wirksam ist, weil für den Erklärungsempfänger der Fehler der Erklärung nicht erkennbar ist. Der Erklärungsempfänger darf auf die Richtigkeit der Erklärung vertrauen.

## Übermittlungsirrtum
Ein besonderer Fall des Erklärungsirrtums ist der sog. Übermittlungsirrtum, wenn bei der Abgabe der Willenserklärung ein Bote eingesetzt wird, § 120 BGB. Ein Übermittlungsirrtum wird auch angenommen, wenn ein Fehler im Datentransfer dazu führt, dass vom Warenwirtschaftssystem des Verkäufers ein falscher Kaufpreis in die Produktdatenbank der Internetseite übermittelt wird. Der Verkäufer ist dann gemäß § 119 Abs. 1 2. Alternative BGB i.V.m § 120 BGB zur Anfechtung berechtigt. Wer die Willenserklärung anficht, ist grundsätzlich verpflichtet, den Vertrauensschaden gemäß § 122 BGB zu ersetzen.
Vom Erklärungsirrtum zu unterscheiden sind der Eigenschaftsirrtum, der Inhaltsirrtum und der Identitätsirrtum.